# Àcid tridecanoic
L'àcid tridecanoic (anomenat també, de forma no sistemàtica, àcid tridecílic) és un àcid carboxílic de cadena lineal amb tretze àtoms de carboni, la qual fórmula molecular és {\displaystyle {\ce {C13H26O2}}}. En bioquímica és considerat un àcid gras, i se simbolitza per C13:0.
A temperatura ambient és un sòlid cristal·lí incolor que fon a 44,5 °C, amb densitat 0,8458 g/cm³ i punt d'ebullició de 312,4 °C (192,2 °C a una pressió de 16 mm de Hg). La seva estructura cristal·lina a alta temperatura és monoclínica i pertany al grup espacial A 2/a; la seva cel·la elemental té els següents valors: a = 9,8536 Å, b = 4,9402 Å, c = 73,6593 Å, α = 90°, β = 125,9471° i γ = 90°. A baixa temperatura també és monoclínica, pertany al grup espacial C2/c, amb valors a = 59,880 Å, b = 4,9425 Å, c = 9,8118 Å, α = 90°, β = 93,800 ° i γ = 90°. A 50 °C el seu índex de refracció és 1,4328. És lleugerament soluble en aigua i soluble en etanol i èter. És combustible. Com a àcid té un pKa = 4,95.
En persones sanes se'l ha detectat, però no quantificat, en la saliva. En persones que pateixen colitis se'l ha detectat en la femta. En begudes alcohòliques s'ha detectat a la cervesa i al rom.
S'empra en síntesi orgànica i en recerca mèdica.